# Hilarempis tibialis
Hilarempis tibialis är en tvåvingeart som beskrevs av Collin 1933. Hilarempis tibialis ingår i släktet Hilarempis och familjen dansflugor. Inga underarter finns listade i Catalogue of Life.